# Fabrice Goldstein
Pour les articles homonymes, voir Goldstein.
Fabrice Goldstein est un producteur de cinéma français.
Il a produit ou coproduit près d'une quarantaine de courts-métrages et films dont plusieurs ont été récompensés,,. Il travaille avec Antoine Rein et Antoine Gandaubert au sein de Karé Productions.

## Biographie
Après une prépa HEC il poursuit ses études à l'ESSEC à Cergy-Pontoise où il devient le président du Cinéclub. Il est diplômé en 1995. Il rejoint en tant que chargé de production la société Millimages, l'une des sociétés de production et de distribution leader dans le secteur de l'animation jeunesse française et européenne. Puis, un jour il passe des entretiens pour travailler dans le conseil en stratégie mais les questions qu'on lui pose, lui montrent qu'il ne souhaite pas poursuivre dans cette voie. Il se lance alors dans la production. Il rejoint Antoine Rein et codéveloppe avec lui la société Karé Productions.
Il connait un premier succès avec  J'me sens pas belle. Mais c'est Le Mozart des pickpockets  qui lui donne une réelle notoriété. Ce court métrage français réalisé par Philippe Pollet-Villard en 2006 est le premier qui a gagné en 2008 l'Oscar du meilleur court métrage en prises de vues réelles ainsi que le César du meilleur court-métrage.
Il enchaine ensuite plusieurs films à succès dont Le Nom des gens qui obtient deux Césars à la 36e cérémonie des César en 2011 : le César du meilleur scénario original et  le  César de la meilleure actrice pour Sara Forestier.
Il a travaillé avec de nombreux réalisateurs : Bernard Jeanjean, Cyril Gelblat, Jean-Patrick Benes, Allan Mauduit, Michel Leclerc, Julien Rambaldi, Hugues Martin, Martin Valente. Il en a d'ailleurs fait connaître certains. Par ailleurs, à travers ses films, il a travaillé avec de nombreux acteurs, essentiellement français : Marina Foïs, Julien Boisselier, Richard Berry, Judith Godrèche, Miou-Miou, Charles Berling, Giovanna Mezzogiorno, Marilou Berry, Jean-Pierre Darroussin, Sara Forestier, Jacques Gamblin, Denis Podalydès, Marc Lavoine, Léa Drucker, Grégoire Leprince-Ringuet, Gérard Jugnot, François Berléand, Jamie Bamber, Olivia Ruiz...
Fabrice Goldstein vit à Paris ; il vit en couple et a deux enfants.

## Approche cinématographique
Fabrice Goldstein aime traiter en comédies des sujets habituellement délaissés par ce genre. Dans l'ensemble de son œuvre, Fabrice Goldstein aborde de nombreux thèmes difficiles de notre époque, avec une grande sensibilité et une réelle empathie pour les  minorités et les plus faibles, rappelant par certains côtés l'écrivain Stefan Zweig. Il aborde entre autres : 
- la place des personnes handicapées (Le Mozart des pickpockets, Patiente 69)
- les rapports humains dans toute leur complexité : naïveté, méchanceté, hypocrisie (Vilaine, Les Meilleurs Amis du monde)
- le rapport aux étrangers, l'intégration des immigrés et leur acceptation dans notre société (Le Nom des gens, Djinns)
- le temps qui passe et le vieillissement (Les murs porteurs)
- la violence sexuelle ou encore le rapport à la sexualité (Le Nom des gens, J'me sens pas belle, J'veux pas que tu t'en ailles, 40 milligrammes d'amour par jour)
- la recherche d'identité (Ôtez-moi d'un doute)
- la pression et la déshumanisation du travail (Rien de personnel, La Coagulation des jours)
- etc.

Avec Antoine Rein, ils parlent volontiers de films à mi-chemin et souhaitent éviter d'être catalogués.

« Ce que j’ai aimé, au fur et à mesure du développement du scénario, c’est la difficulté à classer le film. A la lecture de certains passages, il était difficile de savoir à l’avance s’il s’agirait d’une comédie foncièrement méchante, dans la lignée de celles de Chatiliez. Finalement, le film est nourri de multiples influences tout en affichant sa propre singularité. Si on est quelquefois dans l’incorrect, le côté cartoon et BD tempère le ton. C’est le cas de la scène de baston entre Aurore et Mélanie : on pouvait l’imaginer très premier degré, mais à l’écran elle fonctionne différemment, en jouant sur un subtil décalage. »

— Fabrice Goldstein, Interview de Cinemotions lors de la sortie de Vilaine - 2008

« En fait, lorsqu'on est face à des gros producteurs, on a un peu l'impression d'être des producteurs de gauche qui font du cinéma un peu différent. Et quand on est face  à des producteurs qui font du cinéma ultramilitant, d'être de dangereux impérialistes. »

— Fabrice Goldstein et Antoine Rein, Interview de Michel Leclerc du Nouvel Observateur & Téléobs - Mai 2011

## Filmographie

### Longs métrages
- 2004 : J'me sens pas belle de Bernard Jeanjean
- 2007 : J'veux pas que tu t'en ailles de Bernard Jeanjean
- 2008 : Les Murs porteurs de Cyril Gelblat
- 2008 : Vilaine de Jean-Patrick Benes et Allan Mauduit
- 2009 : Rien de personnel de Mathias Gokalp
- 2010 : Djinns d'Hugues Martin et Sandra Martin
- 2010 : Les Meilleurs Amis du monde de Julien Rambaldi
- 2010 : Le Nom des gens de Michel Leclerc (5 récompenses dont 2 Césars)
- 2011 : Un jour mon père viendra de Martin Valente
- 2012 : Du vent dans mes mollets de Carine Tardieu
- 2013 : Les Reines du ring de Jean-Marc Rudnicki
- 2014 : Des lendemains qui chantent de Nicolas Castro
- 2015 : Je suis à vous tout de suite de Baya Kasmi
- 2015 : La Vie très privée de monsieur Sim de Michel Leclerc
- 2016 : Juillet Août de Diastème
- 2017 : Ôtez-moi d'un doute de Carine Tardieu
- 2017 : Aurore de Blandine Lenoir
- 2019 : La Lutte des classes de Michel Leclerc
- 2021 : Le Sens de la famille de Jean-Patrick Benes
- 2022 : Les Jeunes Amants de Carine Tardieu
- 2023 : Sage-homme de Jennifer Devoldère
- 2024 : Tombés du camion de Philippe Pollet-Villard
- 2024 : Juliette au printemps de Blandine Lenoir
- 2024 : L'Attachement de Carine Tardieu
- 2025 : Mikado de Baya Kasmi

### Courts métrages
- 1999 : Touchez pas à ma poule !
- 2001 : Premier nu
- 2002 : Mi-temps
- 2002 : Bois ta Suze
- 2002 : You Sure?
- 2003 : Abîmes
- 2003 : Après
- 2003 : Le Tarif de Dieu
- 2003 : Wolfpack
- 2004 : Connaissance du monde
- 2004 : Le Droit Chemin
- 2004 : Frédérique amoureuse
- 2005 : 40 Milligrammes d'amour par jour de Charles Meurisse
- 2005 : Patiente 69 de Jean-Patrick Benes et Allan Mauduit
- 2006 : Chair fraîche
- 2006 : Le Mozart des pickpockets de Philippe Pollet-Villard (6 récompenses dont 1 Oscar et 1 César)
- 2006 : Du pain et des fraises
- 2006 : Le Steak
- 2010 : Aglaée
- 2010 : La Coagulation des jours de Michael Lellouche
- 2008 : Arrêt demandé
- 2011 : J'aurais pu être une pute de Baya Kasmi
- 2013 : La Femme qui flottait de Thibault Lang-Willar
- 2013 : J'aime beaucoup ta mère de Remy Four et Julien War